# Anisocentropus banghaasi
Anisocentropus banghaasi là một loài Trichoptera thuộc họ Calamoceratidae. Chúng phân bố ở miền Australasia.